# 格伦·汤姆森
格伦·汤姆森（英語：Glen Thomson，1973年7月12日—），新西兰男子自行车运动员。他曾代表新西兰参加1994年和1998年英联邦运动会自行车比赛，获得一枚金牌和一枚铜牌。